# Barker Bill's Trick Shooting
Barker Bill's Trick Shooting är ett NES-spel, utgivet 1990. Spelet är baserat på den animerade TV-serien Barker Bill's Cartoon Show, som skapades av Paul Terry 1952. Spelet spelas med NES Zapper.

### Fotnoter
1. 1 2 3  ”Release date”. GameFAQs. Arkiverad från originalet den 5 mars 2010. https://web.archive.org/web/20100305184523/http://www.gamefaqs.com/console/nes/data/587109.html. Läst 27 april 2014.
2. ↑  ”Arkiverade kopian”. Arkiverad från originalet den 26 juni 2010. https://web.archive.org/web/20100626035630/http://www.nindb.net/game/barker-bills-trick-shooting.html. Läst 5 juli 2010.
3. 1 2 3  ”Barker Bill's Trick Shooting”. NES DB. 1 mars 1991. Arkiverad från originalet den 27 april 2014. https://web.archive.org/web/20140427221630/http://www.nesdb.se/game_more.php?id=129&rid=1. Läst 27 april 2014.